# 圣科隆瓦德库鲁埃尼奥
圣科隆瓦德库鲁埃尼奥，是西班牙卡斯蒂利亚-莱昂莱昂省的一个市镇。 总面积92平方公里，总人口642人（001年），人口密度7人/平方公里。